# Logis de la Mothe
Pour les articles homonymes, voir La Mothe.
Le logis de la Mothe  (parfois orthographié de la Motte) à Criteuil-la-Magdeleine (Charente, France) remonte au XVIe siècle, mais a été remanié depuis.

## Historique
En 1126, il appartient au comte de La Mothe qui fera la deuxième croisade.
Jean Marchand de La Mothe était le voisin du chevalier de la Croix Maron (seigneur de Segonzac et inventeur de la seconde chauffe au XVIIe siècle selon une légende), et prit part à l'élaboration du cognac.

## Architecture
Le logis forme une vaste demeure rectangulaire à un étage, un sous-toit à petites ouvertures, le tout couvert de tuiles canal.
Il est entouré de douves en eau.
Les importantes dépendances ont été modifiées au XIXe siècle. C'est une propriété viticole de Grande Champagne qui produit du Cognac et du Pineau.